# Wapen van Vlaanderen

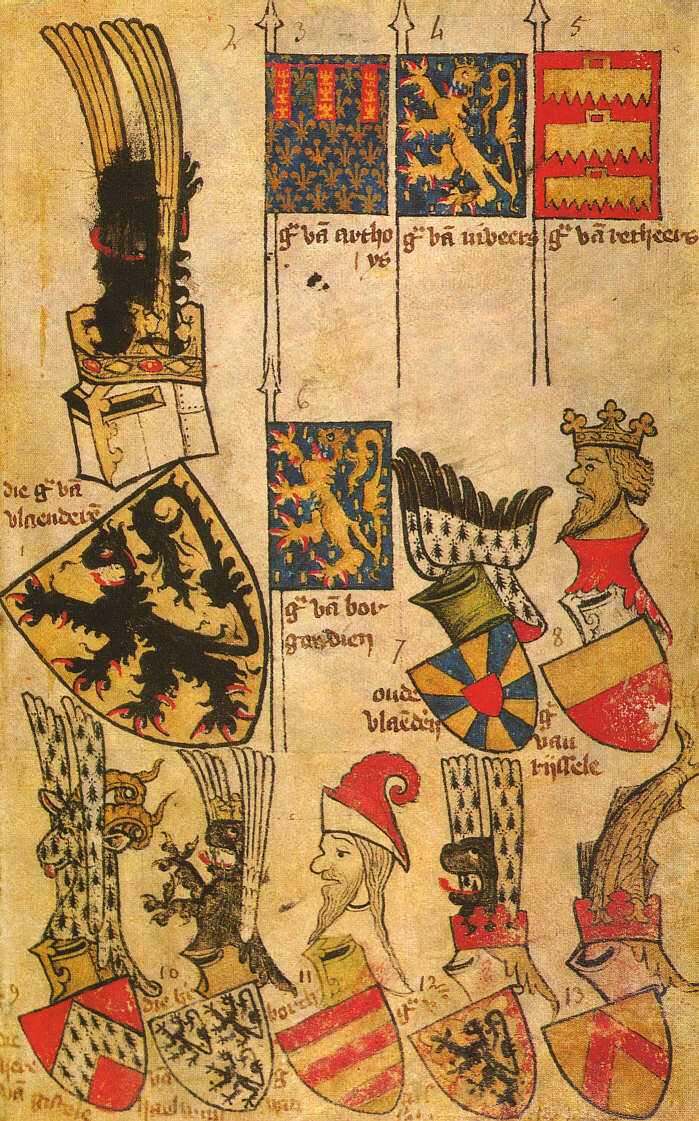
Folio 80 recto van het wapenboek Gelre, met (links midden) het wapen van graaf Robrecht van Vlaanderen en rechts daarvan in het midden het oude wapen van Vlaanderen met de twaalf gegeerde stukken in goud en azuur.

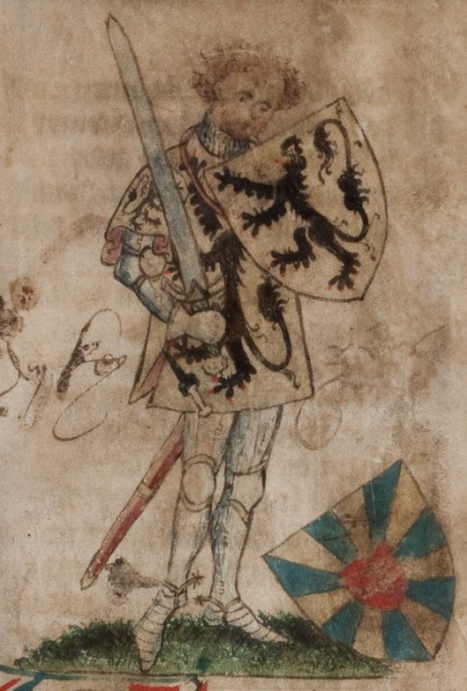
Het Comburgse handschrift (fol. 282r) toont Filips van de Elzas die het oude Vlaamse wapen opgeeft voor de zwarte leeuw. Het apocriefe verhaal van de verovering op Saladin wordt opgedist.

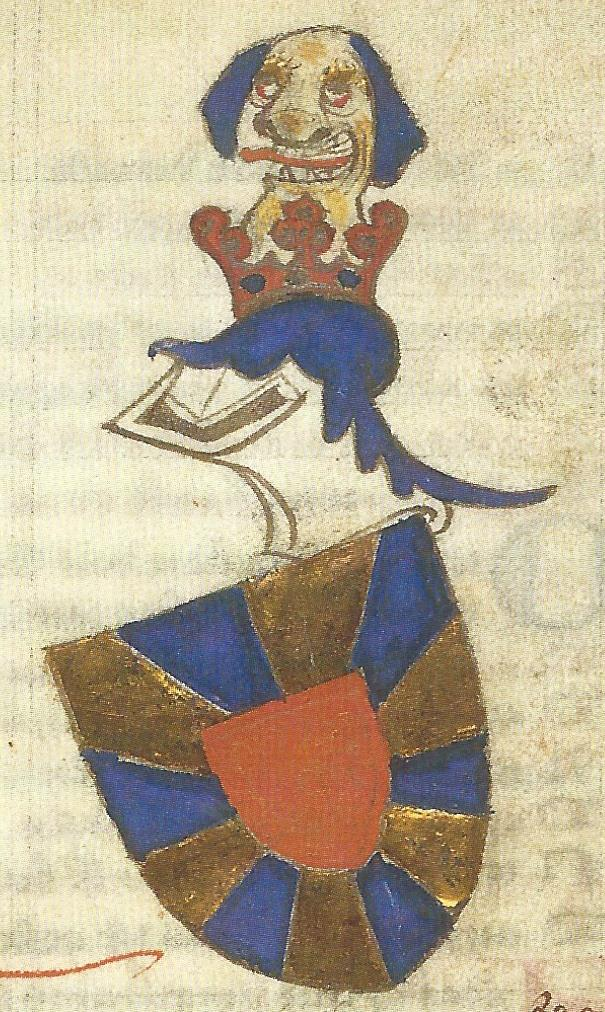
Vermeende oude wapen van Vlaanderen (voor 1300) uit het Haagse handschrift (1402-1404)

Het wapen van Vlaanderen is het officiële wapenschild van de Belgische deelstaat Vlaanderen. Het wapen is afkomstig van dat van het graafschap Vlaanderen en kreeg in 1988 de status van officieel symbool. 

## Ontwerp
De beschrijving van het wapen (met heraldische kleuren):
In goud (= geel) een leeuw van sabel (= zwart) getongd en geklauwd van keel (= rood).
De leeuw wordt op zijn achterpoten staand en klauwend afgebeeld, met het gezicht naar heraldisch rechts, dit is links voor de toeschouwer. Het wapen heeft geen leuze. Het geeft ook geen buitenversierselen, in tegenstelling tot het wapen van de provincie Oost-Vlaanderen dat hetzelfde schild bevat, maar dan getopt met een gravenkroon, gehouden door twee leeuwen en geplaatst op een sokkel.

## Geschiedenis
De eerste Vlaamse graaf die het leeuwensymbool gebruikte, was Filips van de Elzas. Volgens een vrij hardnekkige mythe bracht hij het mee uit het Nabije Oosten, na het veroverd te hebben op een islamitisch heerser (soms gepreciseerd als Saraceens leider of geïdentificeerd als een zekere Nobilion, koning van Abilene en Syrië). Er wordt ook vaak gewezen op de gelijkenis met het wapen van sultan Baibars.
Dit klopt echter niet. In 1162 had graaf Filips van de Elzas al een leeuw (of "moedig dier") op zijn zegelring, en werd hij er op zijn helm, schild en banier mee afgebeeld. Hij vertrok echter pas in 1177 op kruistocht (en niet tegen Baibars, die pas in 1223 geboren werd).
Een meer waarschijnlijke hypothese is dat graaf Filips de staande leeuw heeft overgenomen van het wapen van Willem van Ieper, op wiens nalatenschap Filips beslag wilde laten leggen (ten nadele van Willems onwettige maar gelegitimeerde zoon). Willem van Ieper had op zijn beurt het leeuwensymbool (maar dan wel vaak gaande afgebeeld) meegenomen uit Engeland. Zijn oom Geoffrey Plantagenet was er al in 1155 mee afgebeeld.
De leeuw keert ook terug in het wapen van de Brabantse hertogen. Het schild van dat wapen werd later hergebruikt in het wapen van het Belgische koninkrijk.

### Oud wapen
Hoewel er geen enkel historisch bewijs voor bestaat, vinden we vanaf de 14e eeuw in verschillende wapenboeken de bewering dat het huis van Vlaanderen vóór de Leeuw een gegeerd schild van twaalf stukken van lazuur en goud voerde, met een hartschild van keel (zoals de hedendaagse West-Vlaamse provincievlag). Dit werd toegeschreven aan
Liederik, volgens de woudmeesterslegende de stamvader van de Vlaamse graven. Het wapen is waarschijnlijk afgeleid van een verkeerd geïnterpreteerd sierbeslag op het schild van de Vlaamse graaf Willem Clito (1102-1128), zoals het stond afgebeeld op zijn grafmonument in de Sint-Bertinusabdij van Sint-Omaars. Dat schild vertoont centraal een umbo (sierknop) van waaruit enkele stralen naar de schildranden vertrekken. In zijn zoektocht naar het oude wapen van Vlaanderen heeft de 14e-eeuwse abt Iperius, biograaf van het Vlaamse gravenhuis, dit geïnterpreteerd als een gegeerd wapen met een hartschild; de kleuren - die hij er zelf aan moet hebben toegevoegd - zijn vermoedelijk die van het Franse koningshuis. Zo krachtig was zijn visie dat dit wapen in nauwelijks 30 jaar tijd volkomen ingeburgerd raakte.

### Leeuw, luipaard, panter of wolf?
Tussen de 11e en 13e eeuw werden er allerlei “dappere dieren” op schilden afgebeeld, zoals draken, wolven, luipaarden, panters en leeuwen. Vaak is niet precies duidelijk om welk dier het gaat en soms worden mengvormen afgebeeld. In 1302 (en dus tijdens de Guldensporenslag) spreekt men over de luipaard (lupard) van Vlaanderen. De partijen van de Guldensporenslag werden de Liebaarts en de Leliaarts genoemd.
Weinig later, in de eerste decennia van de 14e eeuw, werden onder invloed van Engelse heraldici de verschillende op elkaar lijkende en moeilijk te onderscheiden heraldische “dappere dieren” gestandaardiseerd tot leeuwen. Sommige Franse heraldici maakten een onderscheid waarbij zij de klimmende, rechtopstaande dieren, zoals de Vlaamse Leeuw, "leeuwen" noemden en de gaande dieren “luipaarden”. De Liebaarts werden tot Klauwaarts hernoemd (vanaf 1323).

### Kleur van tong en klauwen
De eerste in kleur afgebeelde Vlaamse Leeuw, uit de 13e eeuw, is volledig zwart (of sabel) op een veld van geel (of goud). Zoals gezegd is het op 13e-eeuwse afbeeldingen niet steeds duidelijk om welk dier het precies gaat: leeuw of luipaard of panter. Klauwen en tong werden niet altijd expliciet afgebeeld. In het Wapenboek Wijnbergen (eind 13e eeuw) is de leeuw nog volledig zwart.
In de 14e eeuw werd de heraldiek gestandaardiseerd en geregistreerd, en begonnen herauten aandacht te besteden aan details (zoals klauwen). In de tweede helft van de 14e eeuw werkte de heraut Gelre Claes Heinen aan het befaamde Wapenboek Gelre. Hierin staan onder andere de wapenschilden van Vlaanderen en dat van Lodewijk van Male, graaf van Vlaanderen. Op beide (identieke) schilden zijn de tongen en klauwen keel (= rood).
De mogelijkheid bestaat dat het Wapenboek Wijnbergen onnauwkeurig is en dat graaf Filips van de Elzas van begin af aan de rode accenten in zijn wapen droeg. In de verdere geschiedenis komen tot op vandaag beide varianten voor. De kleur van de klauwen en de tong op de officiële vlag en wapen is, zoals gezegd, rood (of keel op het wapen). Velen binnen de hedendaagse Vlaamse beweging hebben echter geijverd voor een volledig geel-zwart wapen.

## Wapen van Oost-Vlaanderen
in goud een leeuw van sabel, geklauwd en getongd van keel; het schild getopt met een gravenkroon met dertien parels, waarvan drie verheven, en gehouden door twee leeuwen van sabel, geklauwd en getongd van keel; het geheel geplaatst op een sokkel van drie treden van zilver.— Wapen en vlag van Oost-Vlaanderen
Het wapen van de provincie Oost-Vlaanderen is het wapen van Vlaanderen omringd met externe ornamenten. Het wapen wordt getopt met een gravenkroon en heeft twee leeuwen als schildhouders. Het staat op een sokkel.

## Wapen van West-Vlaanderen
Gedeeld
1. Gegeerd van twaalf stukken van goud en van lazuur, met een hartschild van keel
2. in goud een leeuw van sabel, geklauwd en getongd van keel.
Het schild getopt met een gravenkroon met dertien parels, waarvan drie verheven en gehouden rechts door een beer van natuurlijke kleur en links door een leeuw van sabel, geklauwd en getongd van keel. Het geheel geplaatst op een met helmgras begroeide duinengrond van natuurlijke kleur.— Provincieraadbesluit: 27.3.1997 Ministerieelbesluit: 27.5.1997 Belgisch Staatsblad: 12.7.1997
Het wapen van de provincie West-Vlaanderen is het wapen van Vlaanderen gekruist met het oud wapen van Vlaanderen zoals vermeld in het wapenboek Gelre, omringd met externe ornamenten. Het wapen wordt getopt met een gravenkroon en heeft een beer en een leeuw als schildhouders. Het staat op een duinengrond.

## Verenigd Koninkrijk der Nederlanden
Tijdens het Verenigd Koninkrijk der Nederlanden bezaten beide provinciale wapens een gravenkroon en een schildhoofd met daarin het gedeeltelijke wapen van Nassau.

West-Vlaanderen
Oost-Vlaanderen

## Vergelijkbare wapens
- Het wapen van het voormalige Saksische district (Landkreis) Meißen.
- De vlag en het wapen van de gemeente Laconnex, een gemeente en plaats in het Zwitserse kanton Genève.
- Het wapenschild van het graafschap Namen is de Vlaamse Leeuw waar door Philips I van Namen een rode schuinbalk werd getrokken.
- Gulikse leeuw.
- Wapen van Henegouwen

Wapen van Landkreis Meißen (1996-2008)
Wapen van Laconnex
Vlag van Laconnex
Wapen van het graafschap Namen
Wapen van het hertogdom Gulik
Wapen van Henegouwen